# Der Westfale

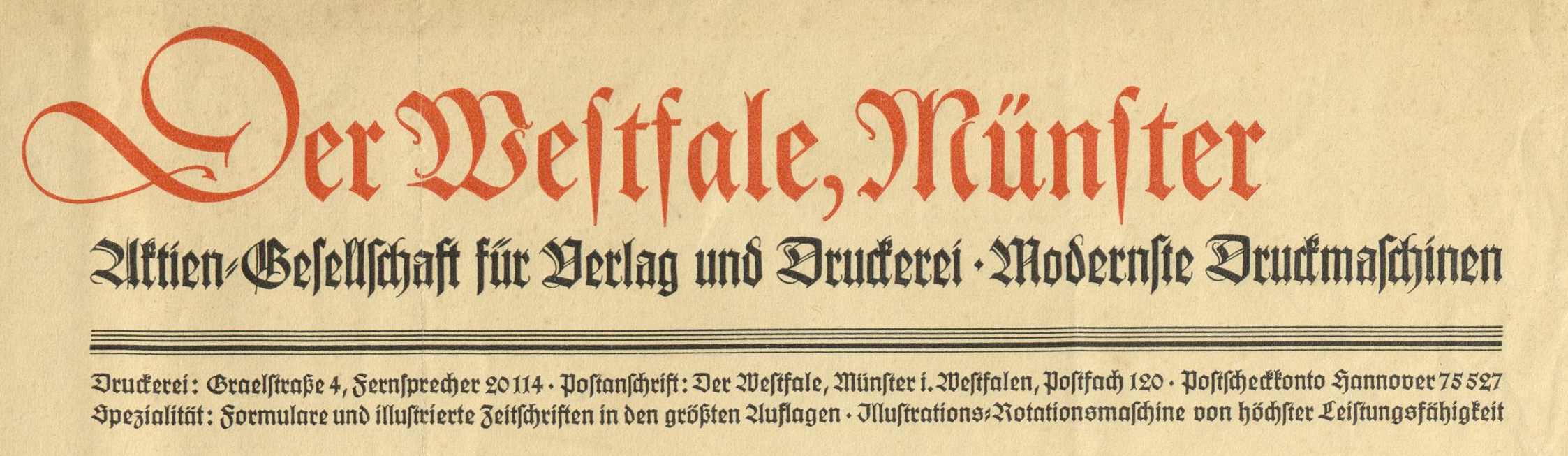
Briefkopf 1934

„Der Westfale“, Aktiengesellschaft für Verlag und Druckerei zu Münster i. W. (auch „Der Westfale“, Verlag und Druckerei Kettler und Co.) war eine Druckerei und ein Zeitschriften-, Buch- und Formularverlag mit Sitz in Münster. Er gab eine bis 1916 erschienene Zentrumspartei-nahe Tageszeitung Der Westfale heraus.
Das 1894 gegründete Unternehmen aus katholisch-konservativem Milieu setzte sich während der NS-Diktatur gegen die Nationalsozialisten zur Wehr und erlitt dabei erhebliche Verluste. Nach dem Ende des Zweiten Weltkrieges trat die Geschäftsführung in die KPD ein. Das Unternehmen schloss sich dem Kulturbund an, konnte aber nicht mehr Fuß fassen, und wurde 1948 aufgelöst.

## Von der Gründung bis 1933
Der Westfale wurde 1894 von den führenden Organisatoren des Westfälischen Bauernvereins gegründet, um die Interessen der westfälischen Landwirtschaft zu vertreten. Die Landwirte – vor allem Gutsherren aus dem westfälischen Adel, die durch Aktienkauf Unternehmensanteile erwarben – gründeten die Druckerei, um den besonderen Bedürfnissen des sich damals stark entwickelnden landwirtschaftlichen Organisations- und Genossenschaftswesens in Bezug auf Formulare, Zeitschriften, Geschäftsdrucksachen und andere Druckerzeugnisse Rechnung tragen zu können. Diese Spezialisierung und das Eingehen auf Organisationswünsche führten zur Anschaffung von Maschinen für den Zeitschriftendruck mit sonst nicht üblichen Formaten. Bei der Gründung betrug das Grundkapital der Aktiengesellschaft 108 000 Mark, eingeteilt in 540 Stück auf Namen lautende Aktien zu je 200 Mark.
Nachdem der Geschäftsbetrieb am 1. Januar 1894 eröffnet worden war, erschien am 21. März des Jahres die erste Ausgabe der konservativ-agrarischen Tageszeitung Der Westfale, die von Burghard von Schorlemer-Alst mitbegründet worden war und der katholischen Zentrumspartei nahe stand. Sie diente vor allem als Organ der ländlichen Genossenschaftsbewegung in Westfalen. Ihr Erscheinen wurde während des Ersten Weltkrieges zum 30. September 1916 eingestellt.
Bis zu seinem Tod im Jahr 1933 war der Vorsitzende des Westfälischen Bauernvereins und Politiker der Zentrumspartei, Engelbert von Kerckerinck zur Borg, im Firmenvorstand. Rudolf von Twickel saß im Aufsichtsrat. Ein Mitbegründer der Firma war Gisbert von Romberg II. Unter den etwa einhundert Aktionären / später Gesellschaftern befand sich auch Ottmar Bühler.
Hauptaufgabe des Verlags seit Bestehen 1894 blieben die Herausgabe und der Druck von Broschüren und Zeitschriften für die Landwirtschaft. Ein Teil der Zeitschriften erschien im Kommissionsverlag. Bis zum Verlust der Zeitschriften 1933 druckte Der Westfale den Westfälischen Bauer (Organ des Westfälischen Bauernvereins) und die Landwirtschaftliche Zeitung für Westfalen und Lippe (Organ der Landwirtschaftskammer), eine der ältesten deutschsprachigen Fachzeitschriften.
Gedruckt und verlegt wurden außerdem Bücher, Formulare, Dissertationsschriften und Kalender. Zu den Kunden gehörten neben dem Westfälischen Bauernverein der Verband ländlicher Genossenschaften, die Landwirtschaftskammer Westfalen, der Oberpräsident der Provinz Westfalen, der Oberfinanzpräsident Westfalen und das Bischöfliche Generalvikariat Münster.
Letzter Eigentümer war Karl Kettler, der nach der Buchdruckerlehre als Mitarbeiter beim Westfalen angefangen hatte, zum Abteilungsleiter aufstieg, 1916 Direktor und 1932 durch Aktienankauf Hauptinhaber der Firma und persönlich haftender Gesellschafter wurde. Als Direktor hatte er von Anton Guido Sämmer, der seit 1895 der Direktor gewesen war, die Leitung des Unternehmens übernommen. Kettler kam am 20. November 1882 als der uneheliche Sohn von Minna Kettler und einem unbekannten Vater in Braunschweig zur Welt. Er gehörte der Evangelischen Bekenntniskirche an. Bis 1933 wählte er die Deutsche Volkspartei (DVP).

## Zeit des Nationalsozialismus
Nach der „Machtergreifung“ der Nationalsozialisten wurden bereits 1933 die christlich orientierten Bauernvereine verboten und im selben Jahr war mit der Gründung des Reichsnährstandes die Gleichschaltung abgeschlossen. Am 31. Juli 1933 erging von der Gauleitung der NSDAP Münster ein Bericht an das Propagandaministerium in Berlin und von dort an alle Instanzen der Partei und Behörden, dass Der Westfale ein Unternehmen der Zentrumspartei sei. Er wurde als staatsfeindlich gemeldet und unter Beobachtung der Gestapo gestellt. Damit war das Unternehmen vogelfrei. Der Reichsnährstand entzog ihm seinen vierzigjährigen Auftragsbestand an Zeitschriften und anderen Vertragsarbeiten mit einem Jahresumsatz von etwa 250 000 Reichsmark und übertrug ihn der NSDAP-Parteidruckerei in Bielefeld.
Daraufhin verklagte Karl Kettler den Reichsnährstand (persönlich Walther Darré), konnte aber bei den Gerichten mit seinem Recht nicht durchdringen, denn Max Amann und Gauleiter Alfred Meyer waren im Vorstand und Aufsichtsrat jener NSDAP-Parteidruckerei. Für eine Klage gegen das Propagandaministerium fand sich kein Rechtsbeistand, auch der Rechtsvertreter des Deutschen Buchdruckervereins lehnte es ab, den Fall zu übernehmen. Dann stellte Kettler eine genaue Schilderung der Vorgänge zusammen und verteilte sie in 3000 gedruckten Exemplaren unter dem Titel „Unser Kampf“ an alle Mitglieder und Kunden der Firma sowie an die führenden Stellen der NSDAP in Münster und Berlin. Kettler hatte diesen Titel in bewusster Anlehnung an Hitlers Buchtitel „Mein Kampf“ gewählt, was die NSDAP ihm als „Blasphemie und Größenwahnsinn“ vermerkte. Der Protest wurde von der Gestapo unterdrückt.

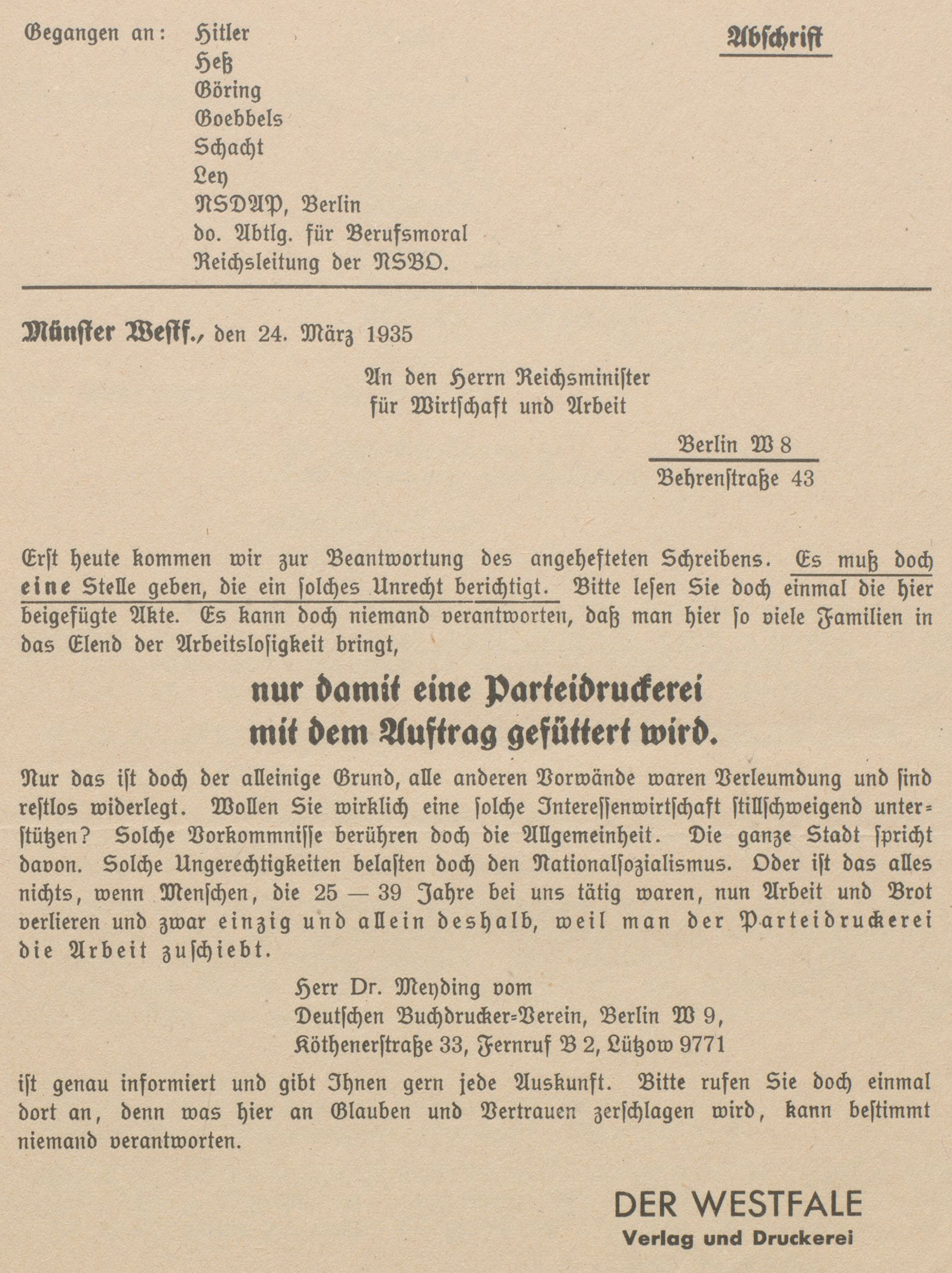
Beschwerdebrief Karl Kettlers an Hitler und andere NS-Regierungsstellen

Erfolglos versuchte Kettler trotzdem weiter, sein Recht durchzusetzen. Er war unter anderem im Propagandaministerium in Berlin und er schickte im März 1935 einen Beschwerdebrief an Hitler, Goebbels, Heß, Göring, Schacht und Ley sowie an die Abteilung zur Wahrung der Berufsmoral der NSDAP und an die Reichsleitung der NSBO.
In der Zeit des Nationalsozialismus zahlte Der Westfale trotz aller Mahnungen nie Beiträge zur Adolf-Hitler-Spende. Er wurde vom Propagandaministerium dauernd getadelt und bedroht, weil er sich weigerte, NS-Artikel zu drucken, und weil er Mitarbeiter bevorzugte, die selbst politische Schwierigkeiten mit der NSDAP hatten.
Ab 1934 war Karl Kettler Mitglied der Bekennenden Kirche. Er legte 1934 im Bezirk Münster sein Amt als Bezirksvorsitzender des Arbeitgeberverbandes Deutscher Buchdruckerverein (DBV) nieder und verteilte das Vereinsvermögen, weil er sich auf die geforderten Kompromisse mit den Nationalsozialisten nicht einlassen wollte. Aus demselben Grund legte er 1934 auch seine Ämter als Bezirksvorsitzender des Tarif-Schiedsgerichts für Buchdruckereien und des Fachausschusses für das Lehrlingswesen nieder. Kettler war der Vorsitzende des Kynologischen Vereins Münster. 1935 löste er den Verein auf und verteilte das Vereinsvermögen, als die NSDAP versuchte einzudringen und den Kassenbestand zu übernehmen. Er war Mitbegründer und Vorstandsmitglied des Tierschutzvereins Münster und trat auch dort 1935 aus Protest gegen das Eindringen der Nationalsozialisten aus. Alle diese Ämter hatte er vor 1933 jahrelang inne.
1935 erschien beim Westfalen Ferdinand Hestermanns Buch Der heilige Lebuin, erster Apostel des alten Hamalandes und Nordwestfalens – eine Abhandlung über den Heiligen Lebuin von Deventer, der im achten Jahrhundert im Frankenreich bei den christenfeindlichen Altsachsen als Missionar wirkte. Hestermann war ein katholischer Geistlicher und Universitätsprofessor, der im NS-Staat keine bezahlte Stelle bekam und Schwierigkeiten hatte, veröffentlicht zu werden.
1937 wurde die Aktiengesellschaft „Der Westfale“, Aktiengesellschaft für Verlag und Druckerei in Münster in die Kommanditgesellschaft „Der Westfale“, Verlag und Druckerei, Kettler und Co. umgewandelt. Sämtliche Aktionäre wurden Kommanditisten.
Der Westfale half aus, nachdem die Druckerei der Regensbergschen Verlagsbuchhandlung im Jahr 1937 durch die Gestapo enteignet worden war. Er übernahm unter anderem den Druck von Veröffentlichungen des NS-kritischen Bischofs von Münster, Clemens August Graf von Galen.
Karl Kettlers Tochter, die Sprachwissenschaftlerin Gertrud Kettler, der man wegen ihrer politischen Haltung jede wissenschaftliche Arbeit unmöglich machte – sie war, wie ihr Vater, seit 1934 Mitglied der Bekennenden Kirche –, verdiente sich ab 1937 in der Firma als Prokuristin ihren Lebensunterhalt. Durch den Erwerb von Gesellschaftsanteilen wurde sie zudem Mitinhaberin.
1938 erwarb der Verlag die Rechte an der naturheilkundlichen Zeitschrift Gesundheit, Kraft, Schönheit, deren Verleger Curt Tränkner von der Reichspressekammer aus politischen Gründen zum Verkauf gezwungen worden war. Der Verlag machte neben dem offiziellen Kaufvertrag einen Arbeitsvertrag, um Tränkner indirekt die Zeitschrift und deren Einnahmen zu überlassen. Als Tränkner einige Monate später von der Gestapo in Halle verhaftet wurde, fand man bei einer Hausdurchsuchung diesen Arbeitsvertrag. Die Reichspressekammer drohte mit allen möglichen persönlichen und finanziellen Strafen gegen die Firma. Deswegen übernahm Gertrud Kettler im Dezember 1939 als Einzelperson die Zeitschrift. Nachdem Gertrud Kettler in Halle gewesen war, um mit dem verhafteten Tränkner zu sprechen, galt auch sie als verdächtig und an „dieser volksfeindlichen Verschwörung“ beteiligt. Der Kauf der Zeitschrift wurde von der Reichspressekammer nicht genehmigt und dem Hüthig-Verlag in Heidelberg zugesagt. Gertrud Kettler wurde ausdrücklich nicht in den Zeitschriften-Verleger-Verband aufgenommen. Infolge der Kriegsverhältnisse war es möglich, die Zeitschrift durch einen endlosen, immer wieder protestierenden Briefwechsel zu halten, bis sie 1942 verboten wurde.
1943 wurde Nanda Herbermann Mitarbeiterin der Firma. Nachdem die Kritikerin des NS-Regimes und Mitarbeiterin des Jesuiten und Widerstandskämpfers Friedrich Muckermann im März 1943 aus dem KZ Ravensbrück entlassen worden war, konnte sie in Münster keine berufliche Anstellung finden. Ohne Arbeitsplatz wäre sie, ungeachtet ihrer körperlichen Entkräftung, zur Arbeit in der Rüstungsindustrie gezwungen worden. Laut Herbermann habe es niemand in Münster wagen wollen, jemanden einzustellen, der durch das Konzentrationslager politisch so verdächtig gewesen sei. Als Der Westfale von ihrer Lage erfuhr, bot man ihr dort sofort eine Stelle im Verlag an. Da sie gesundheitlich der Pflege bedurfte, waren Arbeitsweise und Arbeitszeit in ihr Ermessen gestellt.
Der Obersturmführer Otto Kieser, dem man die enteignete Regensbergsche Druckerei überschrieben hatte, setzte als Innungsobermeister den  Westfalen auf die Liste der nicht kriegswichtigen Betriebe. Kieser zeigte den Westfalen auch an, weil dieser die Todesanzeigen und Totenzettel des verstorbenen Domprobstes Adolf Donders in viel zu hoher Auflage und mit besonders guter Ausstattung gedruckt hatte. Das Arbeitsamt Münster entzog dem Betrieb zum 9. September 1944 wegen „Sabotierung der Heimatfront“ alle Arbeitskräfte.
Die Firmengebäude, die sich in Münster in der Graelstraße 4 und 6 befanden, wurden am 12. September 1944 durch Bomben total zerstört.

## Zeit nach 1945 und Auflösung
In den Jahren unmittelbar nach dem Ende des Zweiten Weltkrieges wurden in Westfalen die während der NS-Zeit getroffenen Einrichtungen des Reichsnährstandes – anders als in anderen Ländern und Provinzen – nicht rückgängig gemacht. Die Verwaltungsstruktur der Landesbauernschaft Westfalen blieb bis 1948/49 bestehen. Verzögerungen bei der Erteilung von Lizenzen für Zeitschriften brachten den Westfalen angesichts der Kriegsschäden – die Betriebsgebäude und alle Maschinen waren rettungslos ausgebrannt – und der erlittenen Schädigung durch das NS-Regime in Existenznot.
Im Februar 1946 wurde bei der Britischen Militärregierung der Antrag auf die Lizenz für Zeitschriften gestellt.
Gesundheit, Kraft, Schönheit sollte wiedererscheinen. Mit dem Landwirtschaftlichen Anzeiger war wieder eine landwirtschaftliche Zeitung geplant, er erschien ab Januar 1948 vorerst als einfaches Anzeigenblatt. Als die Lizenzen im Oktober und Dezember 1948 schließlich erteilt wurden, hatte die Firma kein Geld mehr. Auch die Erteilung der Baugenehmigung für den von Karl Kettler 1945 sofort in Angriff genommenen Wiederaufbau der Betriebsgebäude verzögerte sich so lange, bis das Vorhaben aufgegeben werden musste. Ein angemeldeter Bombenschaden sowie ein angemeldeter Wiedergutmachungsanspruch gegen die Landesbauernschaft blieben ungeklärt.
Der Westfale bemühte sich ab Juli 1946 um die Lizenzierung der Zeitschrift Kulturpolitische Blätter, die für den Kulturbund zur demokratischen Erneuerung Deutschlands in Nordrhein-Westfalen erscheinen sollte. Sie wurde nicht genehmigt. Gertrud Kettler war seit 1946 in der Kommunistischen Partei Deutschlands (KPD) aktiv. Sie gründete die Ortsgruppe Münster des Kulturbundes, der im November 1947 verboten wurde. Auch Karl Kettler trat nach 1945 in die KPD ein.
Gleichzeitig wurde dem Westfalen der Antrag auf die Lizenz für einen Buchverlag nicht bewilligt. Schon während der NS-Zeit hatten Karl und Gertrud Kettler den Plan gefasst, nach dem Ende des NS-Regimes eine Arbeitsgemeinschaft von Katholiken und Protestanten zu bilden, um konfessionsübergreifende Bücher zu grundsätzlichen Themen des Christentums herauszugeben. Nanda Herbermann und Ferdinand Hestermann arbeiteten an diesem Vorhaben mit. Es war in diesem Sinn auch eine Zeitschrift geplant. Der Generalsuperior SVD Josef Grendel in Rom schickte ein Unterstützungsschreiben. Daneben wollte der Verlag, unter der Leitung von Ferdinand Hestermann und Gertrud Kettler, eine wissenschaftliche Reihe herausgeben, die Themen zu Völkerkunde, Sprache, Logik, Philosophie und Ethik umfassen sollte. Übersetzungen, vor allem aus dem Englischen und Französischen, waren geplant. Diese Arbeiten sollten zur Überwindung der Folgen des Nationalsozialismus und seiner Ideologie dienen. Neben Büchern sollten Broschüren, etwa für Volkshochschulen, und die Zeitschrift Kulturpolitische Blätter erscheinen. Der Westfale schloss sich dem Kulturbund an, der den Verlag fördern wollte.
Karl Kettler war in Münster Funktionär des Entnazifizierungsausschusses. In der Abteilung Industrie war er Vorsitzender des Sichtungsausschusses für das Druckereigewerbe. Er wurde Bezirksvorsitzender im Münsterland des im Januar 1946 gegründeten Verbandes der graphischen Betriebe Nordwestdeutschland (VGBN), des Nachfolgers des Deutschen Buchdruckervereins, aus dem sich später der Bundesverband Druck und Medien (bvdm) entwickelt hat.
1945 übernahm Karl Kettler als technischer Verwalter, 1946 als Treuhänder die Leitung der Buchdruckerei Otto Kieser / Regensbergschen Buchdruckerei, die 1937 wegen des Druckes eines Rundschreibens des Bischofs von Galen, das die Enzyklika „Mit brennender Sorge“ enthielt, entschädigungslos enteignet worden war. Kettler konnte mit Hilfe dieser Druckerei auch seiner eigenen alten Kundschaft mit notwendigen Drucksachen aushelfen. Der neue Inhaber Otto Kieser versuchte mit allen Mitteln, zu vertuschen, Nationalsozialist gewesen zu sein, und sich die Druckerei der Regensbergschen Verlagsbuchhandlung mit Hilfe der Gestapo angeeignet zu haben. Kieser strengte eine Unterlassungsklage gegen Karl und Gertrud Kettler an, die über seine NS-Vergangenheit kein Blatt vor den Mund nahmen. Im Januar 1947 wurde Kettler als Treuhänder abberufen, nachdem er die Forderung der Britischen Militärverwaltung, Otto Kiesers Tochter wiedereinzustellen, abgelehnt hatte.
Der Druckereibesitzer und Verleger Josef Vienerius schaltete Anwälte ein, nachdem Karl und Gertrud Kettler eidesstattliche Erklärungen über Vienerius’ NS-Verstrickung abgegeben hatten.
Karl Kettler war Vorsitzender des für das Entnazifizierungsverfahren von Josef Vienerius zuständigen Sichtungsausschusses und stimmte als Einziger gegen dessen Einstufung als Entlasteter.
Auf Grundlage seiner Angaben auf dem zwölfseitigen Fragebogen sowie erbetener und bestellter Leumundszeugnisse wurde Vienerius als vermeintliches Opfer der Nationalsozialisten später umfassend entschädigt. Erst 2023 deckte der Münsteraner Historiker Günter Sowa in einer unveröffentlichten Studie Vienerius’ NSDAP-Mitgliedschaft und seine propagandistische Kollaboration mit dem Regime in seinen Kirchenzeitungen auf.
In einem Rundschreiben an alle Gesellschafter des Westfalen vom 31. Dezember 1948 hieß es: „Die Nazis haben uns durch Verleumdung viel genommen, Bomben haben unseren einst so schönen Betrieb bis auf den Grund zerstört, der große Währungsbetrug hat uns zum Bettler gemacht“ (Karl Kettler).
Karl Kettler, seine Ehefrau Mathilde, Tochter Gertrud, Enkel Martin Robbe, Schwiegersohn Julius Pätsch und Ferdinand Hestermann siedelten im Dezember 1948 gemeinsam in die Sowjetische Besatzungszone (SBZ) über – womit Der Westfale faktisch aufgelöst war. Karl Kettler starb am 11. Dezember 1950 in Jena. Die Kommanditgesellschaft wurde nach etlichen Beschwerden seiner Tochter von Amts wegen liquidiert und ist 1966 im Handelsregister erloschen.